# Roger Kindt
Roger Kindt (* 18. September 1945 in Etterbeek; † 3. April 1992 in Brüssel) war ein belgischer Radrennfahrer.

## Sportliche Laufbahn
Kindt war im Straßenradsport und im Bahnradsport aktiv. Von 1967 bis 1974 war er Berufsfahrer. Sein bedeutendster sportlicher Erfolg war ein Etappensieg in der Vuelta a España 1972. Er gewann eine Reihe von Kriterien in seiner Heimat, sowohl bei den Amateuren als auch als Radprofi. Zweiter wurde er im Circuit des Frontières 1968, in der Coppa Placci 1969 hinter Roberto Ballini, im Grote Prijs Raf Jonckheere und im Grand Prix Fayt-le-France. Dritter wurde er 1969 im Grote Prijs Jef Scherens. Kindt bestritt alle Grand Tours. 

## Grand-Tour-Platzierungen
| Grand Tour            | 1967 | 1968 | 1969 | 1970 | 1971 | 1972 |
| --------------------- | ---- | ---- | ---- | ---- | ---- | ---- |
| Vuelta a EspañaVuelta | –    | –    | –    | –    | –    | 54   |
| Giro d’ItaliaGiro     | DNF  | DNF  | –    | –    | –    | –    |
| Tour de FranceTour    | –    | –    | –    | –    | –    | DNF  |

Auf der Bahn wurde er 1964 Dritter der nationalen Meisterschaft im Omnium bei den Amateuren.